# Phasmomantis championi
Phasmomantis championi är en bönsyrseart som beskrevs av Henri Saussure och Leo Zehntner 1894. Phasmomantis championi ingår i släktet Phasmomantis och familjen Mantidae. Inga underarter finns listade i Catalogue of Life.